# Analord
Analord es una serie de grabaciones de 3½ horas, formada por 42 canciones repartidas entre varios vinilos de 12", creada por el músico electrónico Aphex Twin. La primera entrega, Analord 01, salió a la venta en la página web del sello Rephlex Records el 15 de diciembre de 2004, y venía empaquetada en una carpeta de falso cuero con separadores donde archivar el resto de la serie. Fue posteriormente reeditado como un disco coloreado. Ambas ediciones de Analord 01 fueron presentadas bajo el principal alias de Aphex Twin, mientras que el resto de las grabaciones de Analord fueron publicadas bajo el seudónimo AFX.
Existe una edición condensada, cuya duración es equivalente a la de un álbum, titulada Chosen Lords.

## Track listing
Analord 01 (Publicado el 24 de enero de 2005)
- Cara A
  1. "Steppingfilter 101" - 4:45
  2. "Canticle Drawl" - 1:47
  3. "MC-4 Acid" - 3:44
  4. "Untitled" - 1:32†
- Cara B
  1. "Where's Your Girlfriend?" - 5:08
  2. "Grumpy Acid" - 3:22
  3. "Analord 158B" - 1:40
- Bonus tracks*
  1. "Canticle Drawl (Alt. Version)" - 0:36
  2. "Wheres Your Girlfriend (Another Version)" - 3:36

Analord 02 (Publicado el 24 de enero de 2005)
- Cara A
  1. "Phonatacid" - 9:47
  2. "Laricheard" - 2:15
- Cara B
  1. "Pissed Up in SE1" - 5:14
  2. "Bwoon Dub" - 5:55
- Bonus track*
  1. "Carnival Acid" - 3:32

Analord 03 (Publicado el 21 de febrero de 2005)
- Cara A
  1. "Boxing Day" - 6:36
  2. "Midievil Rave 1" - 2:44
- Cara B
  1. "Klopjob" - 5:24
  2. "Midievil Rave 2" - 4:00
- Bonus track*
  1. "Stabbij" - 4:21

Analord 04 (Publicado el 21 de febrero de 2005)
- Cara A
  1. "Crying in Your Face" - 4:25
  2. "Home Made Polysynth" - 4:07
- Cara B
  1. "Halibut Acid" - 6:07
  2. "Breath March" - 3:46
- Bonus tracks*
  1. "Flutternozzle" - 6:28
  2. "In The Maze Park" - 1:31
  3. "Halibut Acid (Orig. Mix)" - 4:35

Analord 05 (Publicado el 14 de marzo de 2005)
- Cara A
  1. "Reunion 2" - 5:10
- Cara B
  1. "Cilonen" - 5:34
- Bonus tracks*
  1. "Gong Acid" - 3:05
  2. "Reunion 2 (Alt. Version)" - 6:23

Analord 06 (Publicado el 11 de abril de 2005)
- Cara A
  1. "Batine Acid" - 5:26
  2. "Snivel Chew" - 4:02
- Cara B
  1. "I'm Self Employed" - 4:26
  2. "2 Analogue Talks" - 1:47‡
  3. "Analoggins - escrito por Captain Voafose y Smojphace" - 7:17
- Bonus tracks*
  1. "Bodmin 1" - 4:36
  2. "Bodmin 2" - 4:17
  3. "Bodmin 3" - 5:26

Analord 07 (Publicado el  25 de abril de 2005)
- Cara A
  1. "Lisbon Acid" - 8:29
- Cara B
  1. "Pitcard" - 6:18
  2. "AFX Acid 04" - 5:37
- Bonus track*
  1. "Wabby Acid" - 3:33

Analord 08 (Publicado el 9 de mayo de 2005)
- Cara A
  1. "PWSteal.Ldpinch.D" - 3:43
  2. "Backdoor.Berbew.Q" - 4:57
- Cara B
  1. "W32.Deadcode.A" - 6:18
  2. "Backdoor.Spyboter.A" - 5:06
- Bonus track*
  1. "Backdoor.Berbew.Q (Tollwedgechord Mix)" - 4:59

Analord 09 (Publicado el 13 de junio de 2005)
- Cara A
  1. "PWSteal.Bancos.Q" - 4:50
  2. "Trojan.KillAV.E" - 3:03
- Cara B
  1. "W32.Aphex@mm" - 3:52
  2. "Backdoor.Netshadow" - 4:49
- Bonus track*
  1. "Liptons B Acid" - 5:47

Analord 10 (Publicado en enero de 2005, reeditado como disco coloreado el 11 de julio de 2005):
- Cara A
  1. "Fenix Funk 5" - 4:58
- Cara B
  1. "Xmd 5a" - 7:55

Analord 11 (Publicado el 13 de junio de 2005)
- Cara A
  1. "W32.Mydoom.AU@mm" - 8:47
- vB
  1. "VBS.Redlof.B" - 4:39
  2. "Backdoor.Ranky.S" - 6:00‡
- Bonus tracks*
  1. "Not Disturbing Mammoth 1 (Mono)" - 2:05
  2. "Not Disturbing Mammoth 2 (Mono)" - 2:00
  3. "Love 7" - 4:45
  4. "3 Notes Con" - 4:54
  5. "VBS.Redlof.B (Bass Version)" - 3:28

* Publicado el 24 de diciembre de 2009, solo digitalmente.

† No se menciona en el sello de la publicación original, y denominado "Bubble n Squeek 2" en la reedición de diciembre de 2009.

‡ Separado en dos temas en la reedición digital de diciembre de 2009.
Analord 06
- "Analogue Talk (Claknib)"- 0:57
- "Analogue Talk (Chorus 3)" - 0:52

Analord 11
- "Backdoor.Ranky.S 5" - 4:08
- "Backdoor.Ranky.S 4" - 2:29